# Diary of a Wimpy Kid: Big Shot
Diary of a Wimpy Kid: Big Shot (O Diário de um Banana: Arrasa ou Baza! (português europeu)  Diário de um Banana: Bola Fora (português europeu)) é o décimo sexto livro da série Diary of a Wimpy Kid do escritor norte-americano Jeff Kinney. Foi publicado mundialmente a 26 de outubro de 2021.